# Julie Corman

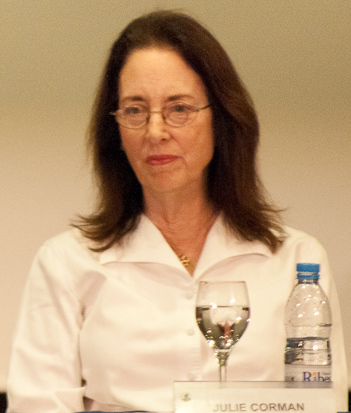
Julie Corman (2010)

Julie Ann Corman (* 22. Juni 1942 in Omaha, Nebraska, als Julie Ann Halloran) ist eine US-amerikanische Filmproduzentin. Allein und an der Seite ihres Ehemannes Roger Corman produzierte sie über 30 B-Filme, vor allem für dessen Produktions- und Vertriebsfirmen New World und New Horizons Pictures. Zu ihren bekanntesten Produktionen gehören die Science-Fiction-Horrorkomödie Shopping und Monsterfilme wie Sharktopus.

## Leben und Karriere
Julie Corman stammt aus Omaha, Nebraska. Sie studierte an der University of California, Los Angeles (UCLA), im Hauptfach Englisch. Nachdem sie den Filmproduzenten Roger Corman kennengelernt hatte, bekam sie ein Angebot, als seine Assistentin zu arbeiten, lehnte aber aufgrund fehlender Erfahrung im Filmgeschäft ab. 1971 bat ihr nunmehriger Ehemann sie um Mithilfe bei seinem Film Manfred von Richthofen – Der Rote Baron. Danach recherchierte sie für ihn den Kriminalfall der Boxcar Bertha, der durch den damals noch unbekannten Martin Scorsese verfilmt wurde. Corman trat erstmals als Associate Producer in Erscheinung. Weil Roger Corman mit zahlreichen anderen Projekten beschäftigt war, übertrug er seiner Frau 1972 die finanzielle Verantwortung für die Erotikkomödie Night Call Nurses. Nach dem Erfolg ihrer ersten Produktion ließ sich Julie zu einer Fortsetzung überreden und produzierte von nun an regelmäßig Filme für die Vertrieb- und Produktionsfirma ihres Mannes, New World Pictures.
Corman bemühte sich oft um weibliche Regisseurinnen und gehört den Organisationen Women in Film und The International Women’s Forum an. Eine erste starke Frauengeschichte realisierte sie 1979 mit The Lady in Red nach einem Drehbuch von John Sayles. 1981 produzierte sie mit Saturday the 14th, einer Parodie des klassischen Horrorkinos, erstmals einen Horrorfilm. 1983 gründete sie gemeinsam mit Ehemann Roger die Filmfirma New Horizons Pictures. Ihren vermutlich größten Erfolg hatte sie 1986 mit dem Slasher-Film Shopping, der vor allem auf VHS zum Kultfilm avancierte. In den 1990er-Jahren produzierte sie unter dem Label Trinity Pictures vermehrt Kinder- und Jugendfilme wie Gary Paulsens A Cry in the Wild samt Fortsetzungen. Nach zehnjähriger Produktionspause kehrte sie ab 2008 mit einer Reihe von für das Fernsehen produzierter Monsterfilme, darunter Marcus – Der Gladiator von Rom und Sharktopus, zurück hinter die Kamera. Julie Corman ist Mitglied der Academy of Motion Picture Arts and Sciences, die jährlich die Oscars vergibt, und war als Gastprofessorin an den Hochschulen Duke, Penn, UCLA, UCS und Yale sowie auf dem Sundance Film Festival tätig.
Die gebürtige Julie Halloran war vom 23. Dezember 1970 bis zu dessen Tod am 9. Mai 2024 mit Roger Corman verheiratet. Aus der Verbindung gingen zwei Töchter, Catherine Ann (* 1975) und Mary Tessa (* 1984), sowie zwei Söhne, Roger Martin (* 1976) und Brian William (* 1977), hervor. Julies Schwager Gene Corman war ebenfalls Filmproduzent.

## Rezeption
Filmkritiker Elvis Mitchell würdigte Julie Corman 2010 im Rahmen einer Preisverleihung als unterschätzte Filmschaffende:

“(Julie) was responsible for working on so many of the films that changed the image of women not just in front of the camera but behind the camera as well. (If not for her) there wouldn’t be a Gale Anne Hurd, which means that we wouldn’t have a James Cameron. I think she’s continually undervalued for nurturing and the tough work she did.”

„Julie war verantwortlich für die Arbeit an vielen Filmen, die das Image von Frauen nicht nur vor, sondern auch hinter der Kamera verändert haben. Ohne sie gäbe es keine Gale Anne Hurd, was bedeutet, wir hätten keinen James Cameron. Ich denke, sie wird ständig unterschätzt für die Förderung und harte Arbeit, die sie geleistet hat.“

## Filmografie
Produktion
- 1972: Die Faust der Rebellen (Boxcar Bertha, Associate Producer)
- 1972: Night Call Nurses
- 1973: The Student Teachers
- 1973: The Young Nurses
- 1974: Candy Stripe Nurses
- 1975: Summer School Teachers
- 1975: Verrückte Mama (Crazy Mama)
- 1976: Rasende Gewalt (Moving Violation)
- 1979: The Lady in Red
- 1981: Samstag, der 14. (Saturday the 14th)
- 1985: Das fliegende Moped (The Dirt Bike Kid, auch Story)
- 1986: Shopping (Chopping Mall)
- 1986: Club Sandwich
- 1987: Die Unbarmherzigen (Nowhere to Hide)
- 1987: Das Nest – Brutstätte des Grauens (The Nest)
- 1988: Mutter kriegt die Kurve nicht (Drop-Out Mother, Fernsehfilm)
- 1988: Da
- 1988: Black Nightfall
- 1988: Samstag, der 14. schlägt zurück (Saturday the 14th Strikes Back)
- 1989: Ausweglos (Nowhere to Run)
- 1990: Brain Dead
- 1990: A Cry in the Wild
- 1990: Sorority House Massacre II (als Shelly Stoker)
- 1990: Corporate Affairs
- 1993: White Wolves – Verloren in der Wildnis (White Wolves: A Cry in the Wild II)
- 1994: Das Schweigen der Hammel (Il silenzio dei prosciutti)
- 1995: Auf der Suche nach der magischen Maske (Max Is Missing, Fernsehfilm)
- 1996: White Wolves II: Legend of the Wild
- 1997: Abenteuerliche Erbschaft (The Westing Game, Fernsehfilm)
- 1997: Jäger der verborgenen Schatzkammer (Legend of the Lost Tomb, Fernsehfilm)
- 2008: Marcus – Der Gladiator von Rom (Cyclops, Fernsehfilm)
- 2009: Splatter (Fernsehserie)
- 2010: Dinoshark (Fernsehfilm)
- 2010: Sharktopus (Fernsehfilm)
- 2013: Notre monde (Dokumentarfilm)
- 2014: That Guy Dick Miller (Dokumentarfilm)
- 2014: Sharktopus vs. Pteracuda – Kampf der Urzeitgiganten (Fernsehfilm)
- 2015: Sharktopus vs. Whalewolf (Fernsehfilm)
- 2017: Death Race 2050 (Direct-to-Video, Executive Producer)

Schauspiel
- 1971: Manfred von Richthofen – Der Rote Baron (uncredited)
- 1986: Shopping (uncredited)
- 1994: Rebel Highway (Fernsehserie, Episode Wilde Töchter)

## Auszeichnungen
- 1996: Producer of the Year (Academy of Film and Television)
- 2010: Lifetime Achievement Award (Fantastic Fest, gemeinsam mit Roger Corman)
- 2014: Lifetime Achievement Award (EuroCinema Hawai'i)